# La Loma, Chinampa de Gorostiza
La Loma är en ort i Mexiko.   Den ligger i kommunen Chinampa de Gorostiza och delstaten Veracruz, i den sydöstra delen av landet, 270 km nordost om huvudstaden Mexico City. La Loma ligger 68 meter över havet och antalet invånare är 153.
Terrängen runt La Loma är platt. Runt La Loma är det ganska tätbefolkat, med 166 invånare per kvadratkilometer. Närmaste större samhälle är Naranjos, 7,1 km sydväst om La Loma. Trakten runt La Loma består till största delen av jordbruksmark.